# John Brown (betjänt)
John Brown, född 8 december 1826 i Crathie i Aberdeenshire i Skottland, död 27 mars 1883 på Windsor Castle i Berkshire, arbetade som tjänare (på lågskotska ghillie eller gillie) på Balmoral Castle då det byggts av drottning Viktoria och prins Albert (1853-1855). Efter Alberts död 1861, blev Brown Viktorias personlige tjänare och hon var så tacksam för hans tjänster (och hans beteende mot henne, som var mycket mindre formellt än hennes andra tjänare) att hon belönade honom med medaljer och lät göra porträtt och statyer av honom. 
Viktorias barn och ministrar ogillade hennes uppskattning för Brown, och rykten florerade om att det fanns något opassande bakom, men det tycks inte ha funnits någon grund för detta. Efter Browns död hade hon liknande band till en indisk tjänare, Abdul Karim, en av de två som börjat arbeta hos henne i slutet av juni 1887, några dagar efter hennes gyllene jubileum, då hennes första 50 år på tronen hade firats. Hon kallade honom the Munshi (eller "lärare"), och han kom att bli ännu mer hatad än John Brown, men av samma orsak; att hon tyckte så mycket om honom. 
Nyligen upptäckta dagböcker skrivna av Lewis Harcourt, en av den tidens politiker, kan ge ryktena om ett olämpligt förhållande trovärdighet. Dagböckerna innehåller en redogörelse om att en av drottningens kaplaner, pastor Norman Macleod, skulle ha bekänt vid sin dödsbädd att han ångrade att han vigt Viktoria och John Brown. Om denna vigsel ägt rum vållar debatt. Vissa forskare tvivlar på att det finns någon sanning i Harcourts redogörelse, och menar att Viktoria skulle aldrig ha gift sig med en tjänare och tvivlar på att deras förhållande ens var romantiskt. Andra hävdar att Viktoria var förälskad i Brown och att Harcourts text bekräftar att de skulle ha ingått äktenskap. Harcourt hade inte hört detta själv (han var nio år då Macleod avled), utan det kom från Macleods syster som berättat det för drottningens privatsekreterare Henry Ponsonbys fru och sedan till Harcourts far, som vid denna tid var Home Secretary. Det finns dock ingen möjlighet att veta vad som var sant. 
Viktoria bad om att minnessaker både från Albert och John Brown skulle läggas i hennes kista, en önskan som förfärade hennes familj, som intensivt ogillade Brown. 
Med tanke på Browns enkla härkomst vore det otroligt att drottningen skulle offentliggöra ett äktenskap med honom. Under åren hade många kungliga änkor och änklingar, som Ludvig XIV av Frankrike och Maria Kristina av Spanien, ingått privata äktenskap med sina tjänare. Viktoria var bara i 40-årsåldern och skulle fortfarande kunnat få barn under den tid som hennes påstådda förhållande med Brown skulle ha inletts. Om drottningen skulle ha blivit gravid med Browns illegitima barn, skulle det ha lett till en större skandal än om hon gift sig med en tjänare. 
John Brown ska ha varit den som uppfann den cocktail av lika delar  bordeauxvin och whisky, som sägs ha varit drottningens favorit. 
Filmen Mrs. Brown från 1997 handlar om John Browns påstådda relation till Drottning Viktoria. Hon spelas av Judi Dench och han av Billy Connolly.